# Metacnemis secundaris
Metacnemis secundaris là loài chuồn chuồn trong họ Platycnemididae. Loài này được Aguesse mô tả khoa học đầu tiên năm 1968.